# Viajes espaciales en la ciencia ficción

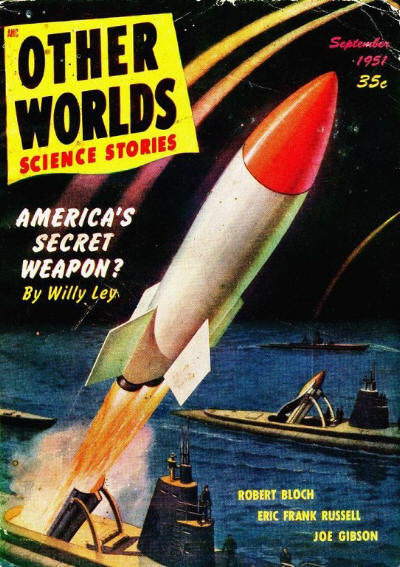
Cohete en la portada de la revista de ciencia ficción Other Worlds, septiembre de 1951.

El viaje espacial,: 69 : 209–210 : 511–512  o vuelo espacial: 200–201  —menos frecuentemente denominado navegación estelar o viaje estelar: 217, 220 — es un tema recurrente de la ciencia ficción que ha cautivado al público y se considera casi arquetípico dentro del género.
En las obras de ficción, los viajes espaciales —ya sean interplanetarios o interestelares— suelen realizarse en naves espaciales. Los métodos de propulsión espacial descritos en estas narraciones varían desde modelos basados en principios científicos plausibles hasta sistemas completamente ficticios.: 8, 69–77  Mientras algunos autores optan por enfoques realistas y didácticos, otros utilizan el viaje espacial como metáfora de la «libertad», en el sentido de liberar a la humanidad de los límites impuestos por el sistema solar.
El cohete se ha consolidado como un icono de la ciencia ficción del siglo XX,: 744  y, según The Encyclopedia of Science Fiction, «los medios por los cuales se ha representado el vuelo espacial (con sus variadas naves) han sido de importancia secundaria frente al impacto mítico del tema». Este tipo de obras ha contribuido a popularizar conceptos como la dilatación del tiempo, las estaciones espaciales y la colonización del espacio.: 69–80 : 743 
Aunque el viaje espacial se asocia principalmente con la ciencia ficción, también aparece ocasionalmente en la fantasía, incorporando elementos mágicos o sobrenaturales, como ángeles.: 742–743 

## Historia

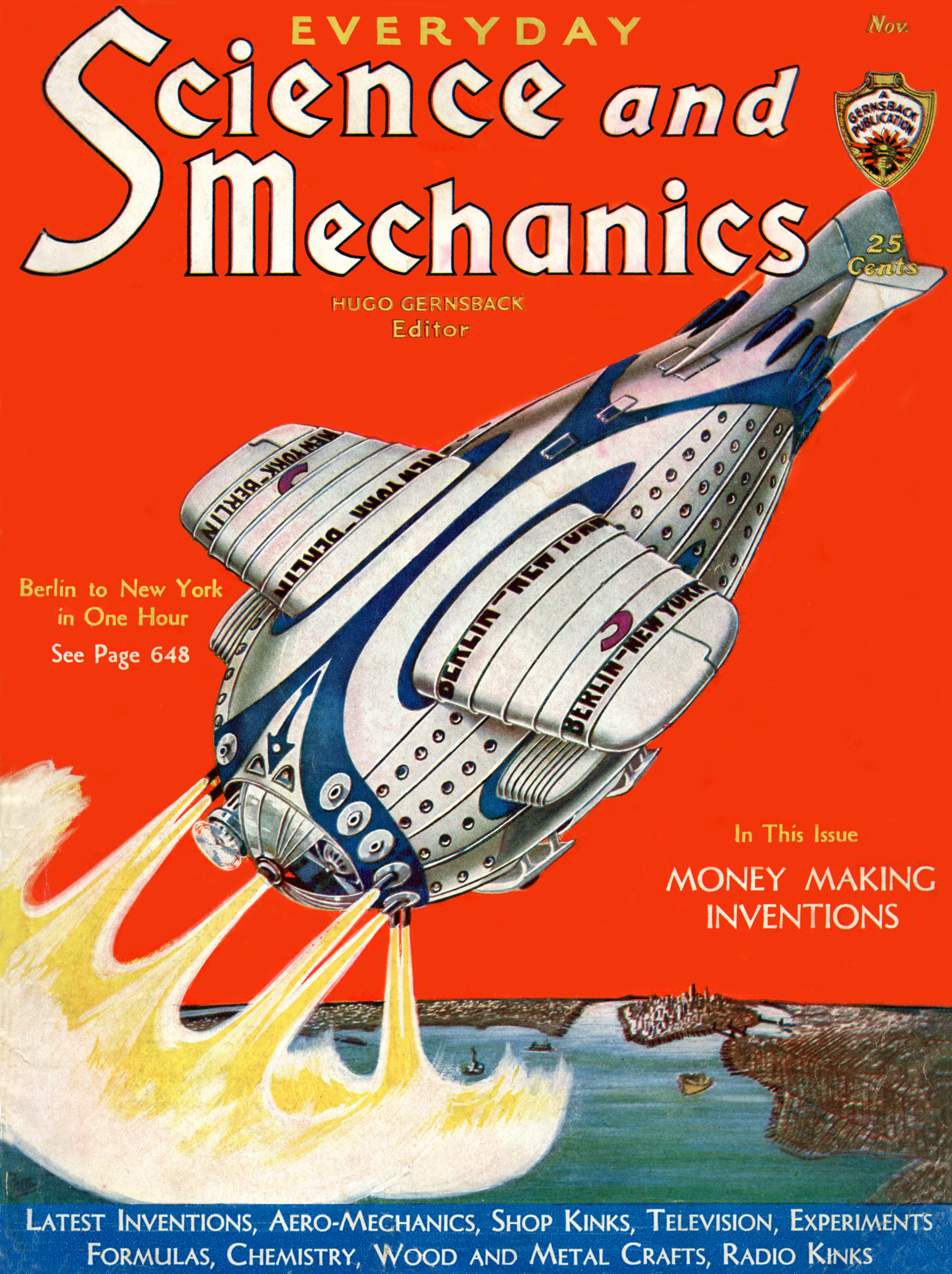
Science and Mechanics, noviembre de 1931, muestra una nave espacial suborbital propuesta que alcanzaría una altitud de 700 millas en un vuelo de una hora de Berlín a Nueva York.

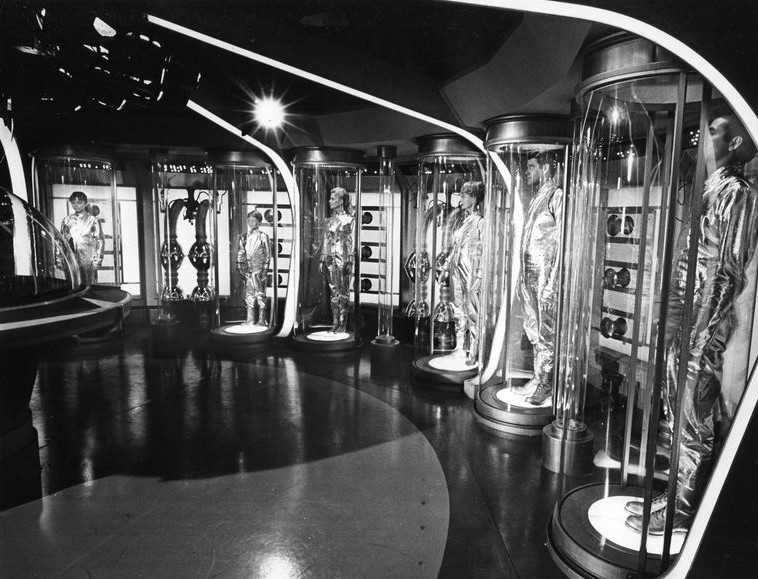
Escena del estreno de la serie de televisión Perdidos en el espacio (1965), que muestra a viajeros espaciales en animación suspendida.

Un clásico que define el género de la ciencia ficción es que la acción tiene lugar en el espacio, ya sea a bordo de una nave espacial o en otro planeta.: 511–512  Las primeras obras de ciencia ficción, denominadas «proto-ciencia ficción», como las novelas de los escritores del siglo XVII Francis Godwin y Cyrano de Bergerac, y del astrónomo Johannes Kepler, incluyen «romances lunares», cuya acción transcurre principalmente en la Luna. El crítico de ciencia ficción George Slusser también señaló la obra El doctor Faustus de Christopher Marlowe (1604), en la que el personaje principal puede ver toda la Tierra desde gran altura, y destacó las conexiones de los viajes espaciales con los sueños anteriores de vuelo y viaje aéreo, remontándose a los escritos de Platón y Sócrates.: 742  En esta visión grandiosa, los viajes espaciales, y las invenciones como diversas formas de «propulsión estelar»,pueden considerarse metáforas de la libertad, incluida la «liberación de la humanidad de la prisión del sistema solar».
En los siglos siguientes, mientras la ciencia ficción abordaba muchos aspectos de la ciencia futurista además de los viajes espaciales, estos últimos resultaron ser los más influyentes para los escritores y lectores del género, evocando su sentido de la maravilla.: 69  La mayoría de las obras estaban destinadas principalmente a entretener a los lectores, pero un pequeño número, a menudo de autores con formación académica, buscaba educar a los lectores sobre aspectos relacionados con la ciencia, incluida la astronomía; este fue el motivo del influyente editor estadounidense Hugo Gernsback, quien lo denominó «ciencia endulzada» y «cientificción».: 70  Las revistas de ciencia ficción, incluida Science Wonder Stories de Gernsback, junto con obras de ficción pura, discutían la viabilidad de los viajes espaciales; muchos escritores de ciencia ficción también publicaron obras de no ficción sobre viajes espaciales, como los artículos de Willy Ley y el libro de David Lasser, The Conquest of Space (1931).: 71 : 743 

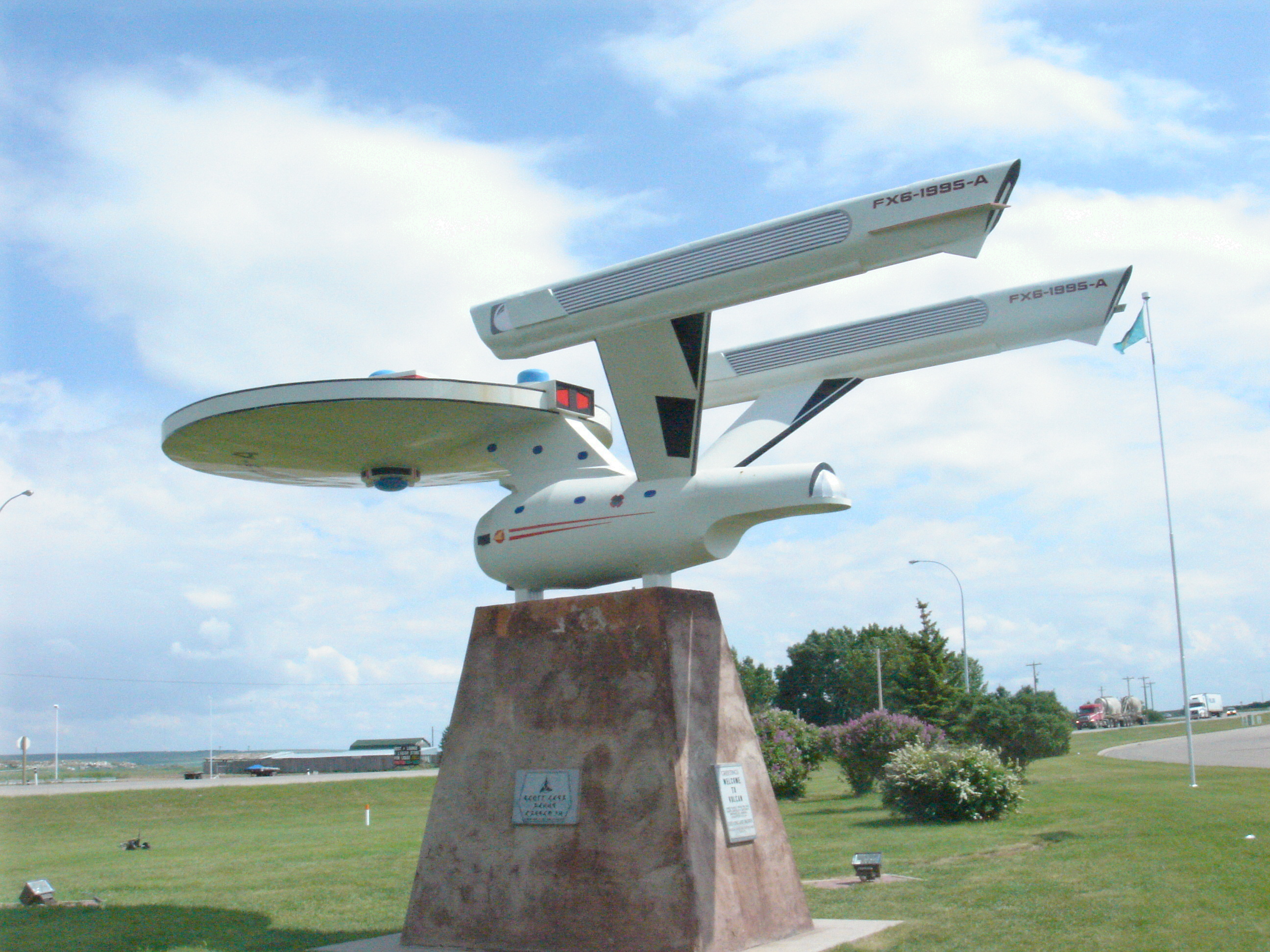
Réplica al borde de la carretera de la nave estelar Enterprise de Star Trek.

Desde finales del siglo XIX y principios del XX, se hizo evidente una distinción entre la ficción más «realista» y científica (que luego evolucionaría en ciencia ficción dura), cuyos autores, a menudo científicos como Konstantin Tsiolkovsky y Max Valier, se centraban en el concepto más plausible de viaje interplanetario (a la Luna o Marte); y las historias más grandiosas y menos realistas de «escapar de la Tierra hacia un universo lleno de mundos», que dieron origen al género de la ópera espacial, pionero por E. E. Smith y popularizado por la serie de televisión Star Trek, que debutó en 1966.: 743  Esta tendencia continúa hasta el presente, con algunas obras centradas en «el mito del vuelo espacial», y otras en «el examen realista del vuelo espacial»; la diferencia puede describirse como la preocupación de los autores por los «horizontes imaginativos en lugar del hardware».
Los éxitos de los programas espaciales del siglo XX, como el aterrizaje en la Luna del Apolo 11, a menudo se han descrito como «ciencia ficción hecha realidad» y han contribuido a «desmitificar» el concepto de viaje espacial dentro del Sistema Solar. Por lo tanto, los escritores que querían centrarse en el «mito del viaje espacial» eran cada vez más propensos a hacerlo a través del concepto de viaje interestelar. Edward James escribió que muchas historias de ciencia ficción han «explorado la idea de que sin la expansión constante de la humanidad y la extensión continua del conocimiento científico, llega el estancamiento y el declive».: 252  Aunque el tema de los viajes espaciales generalmente se ha considerado optimista,: 511–512  algunas historias de autores revisionistas, a menudo más pesimistas y desilusionados, contraponen los dos tipos, contrastando el mito romántico del viaje espacial con una realidad más terrenal. George Slusser sugiere que «los viajes de ciencia ficción desde la Segunda Guerra Mundial han reflejado el programa espacial estadounidense, anticipación en los años 1950 y principios de los 1960, euforia en los 1970, modulándose en escepticismo y retirada gradual desde los 1980».: 743 
En la pantalla, la película francesa de 1902 Viaje a la Luna, de Georges Méliès, descrita como la primera película de ciencia ficción, vinculó efectos especiales con representaciones de vuelos espaciales.: 744  Junto con otras películas tempranas, como Mujer en la Luna (1929) y Lo que vendrá (1936), contribuyó al reconocimiento temprano del cohete como el medio icónico y principal de viaje espacial, décadas antes de que comenzaran los programas espaciales.: 744  Hitos posteriores en cine y televisión incluyen la serie y películas de Star Trek, y la película 2001: Una odisea del espacio de Stanley Kubrick (1968), que avanzó visualmente el concepto de viaje espacial, permitiendo que evolucionara desde el simple cohete hacia una nave espacial más compleja.: 744  La épica película de Stanley Kubrick de 1968 presentó una secuencia extensa de viaje interestelar a través de una misteriosa «puerta estelar». Esta secuencia, conocida por sus efectos especiales psicodélicos concebidos por Douglas Trumbull, influyó en varias representaciones cinematográficas posteriores de viajes superluminales e hiperespaciales, como Star Trek: La película (1979).: 159 

## Medios de viaje

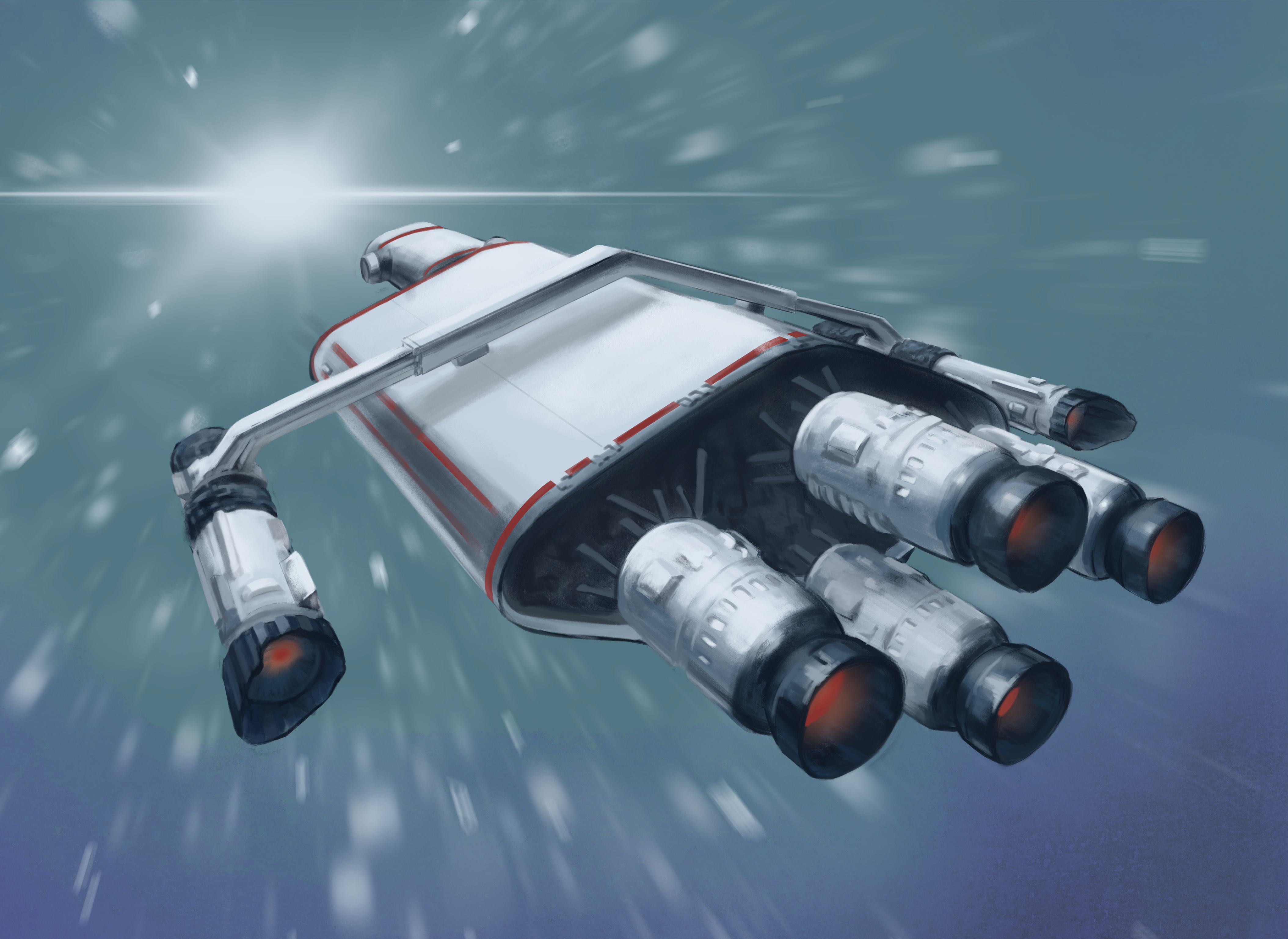
Representación artística de una nave espacial entrando en propulsión warp.

Los términos genéricos para los motores que permiten la propulsión de naves espaciales de ciencia ficción incluyen «propulsión espacial» y «propulsión estelar».: 198, 216  En 1977, The Visual Encyclopedia of Science Fiction enumeró los siguientes medios de viaje espacial: antigravedad, atómica (nuclear), bloater, cañón de un solo disparo, Propulsión Dean,Más rápido que la luz (FTL), hiperespacio, propulsión inercial,: 75  Propulsor iónico, Cohete fotónico, Motor de propulsión de plasma, Ramjet de Bussard, fuerza R, Vela solar, spindizzy, y torchship.: 8, 69–77 
El libro de 2007 Brave New Words: The Oxford Dictionary of Science Fiction enumera los siguientes términos relacionados con el concepto de propulsión espacial: propulsión gravitacional, hiperpropulsión, propulsión iónica, propulsión de salto, sobrepropulsión, ramjet, propulsión de reacción, puerta estelar, ultrapropulsión, propulsión warp y torchdrive.: 94, 141, 142, 253  Varios de estos términos son completamente ficticios o se basan en «ciencia elástica», mientras que otros se basan en teorías científicas reales.: 8, 69–77 : 142  Muchos medios ficticios de viajar por el espacio, en particular, los viajes más rápidos que la luz, tienden a ir en contra del entendimiento actual de la física, en particular, la teoría de la relatividad.: 68–69  Algunas obras presentan numerosos motores estelares alternativos; por ejemplo, el universo de Star Trek, además de su icónico «propulsión warp», ha introducido conceptos como «transwarp», «slipstream» y «propulsión de esporas», entre otros.
Muchos escritores, particularmente los tempranos, de ciencia ficción no abordaron los medios de viaje en mucho detalle, y muchas obras de la era de la «proto-ciencia ficción» estaban en desventaja por el hecho de que sus autores vivían en un tiempo en que el conocimiento del espacio era muy limitado; de hecho, muchas obras tempranas ni siquiera consideraban el concepto de vacío y en cambio asumían que una atmósfera de algún tipo, compuesta de aire o «éter», continuaba indefinidamente. Muy influyente en la popularización de la ciencia de la ciencia ficción fue el escritor francés del siglo XIX Jules Verne, cuyos medios de viaje espacial en su novela de 1865, De la Tierra a la Luna (y su secuela, Alrededor de la Luna), fueron explicados matemáticamente, y cuyo vehículo (una cápsula espacial lanzada por cañón) ha sido descrito como el primer vehículo de este tipo «concebido científicamente» en la ficción.: 69 : 743  Across the Zodiac de Percy Greg (1880) presentó una nave espacial con un pequeño jardín, un precursor temprano de la hidroponía.: 69  Otro escritor que intentó fusionar ideas científicas concretas con la ciencia ficción fue el escritor y científico ruso de finales del siglo XIX, Konstantin Tsiolkovsky, quien popularizó el concepto de la cohetería. George Mann menciona Rocket Ship Galileo de Robert A. Heinlein (1947) y Prelude to Space de Arthur C. Clarke (1951) como obras modernas tempranas e influyentes que enfatizaron los aspectos científicos y de ingeniería de los viajes espaciales.: 511–512  Desde los años 1960, el creciente interés popular en la tecnología moderna también llevó a representaciones crecientes de naves espaciales interplanetarias basadas en extensiones plausibles avanzadas de la tecnología moderna real.: 511–512  La franquicia Alien presenta naves con propulsión iónica, una tecnología en desarrollo en ese momento que se usaría años después en las naves espaciales Deep Space 1, Hayabusa 1 y SMART-1.

### Viaje interestelar

#### Más lento que la luz
Con respecto al viaje interestelar, en el que las velocidades más rápidas que la luz generalmente se consideran poco realistas, las representaciones más realistas de los viajes interestelares a menudo se han centrado en la idea de «naves generacionales» que viajan a velocidades sublumínicas durante muchas generaciones antes de llegar a sus destinos. Otros conceptos científicamente plausibles de viaje interestelar incluyen la animación suspendida y, menos frecuentemente, propulsión iónica, vela solar, ramjet de Bussard y dilatación del tiempo.: 74 

#### Más rápido que la luz

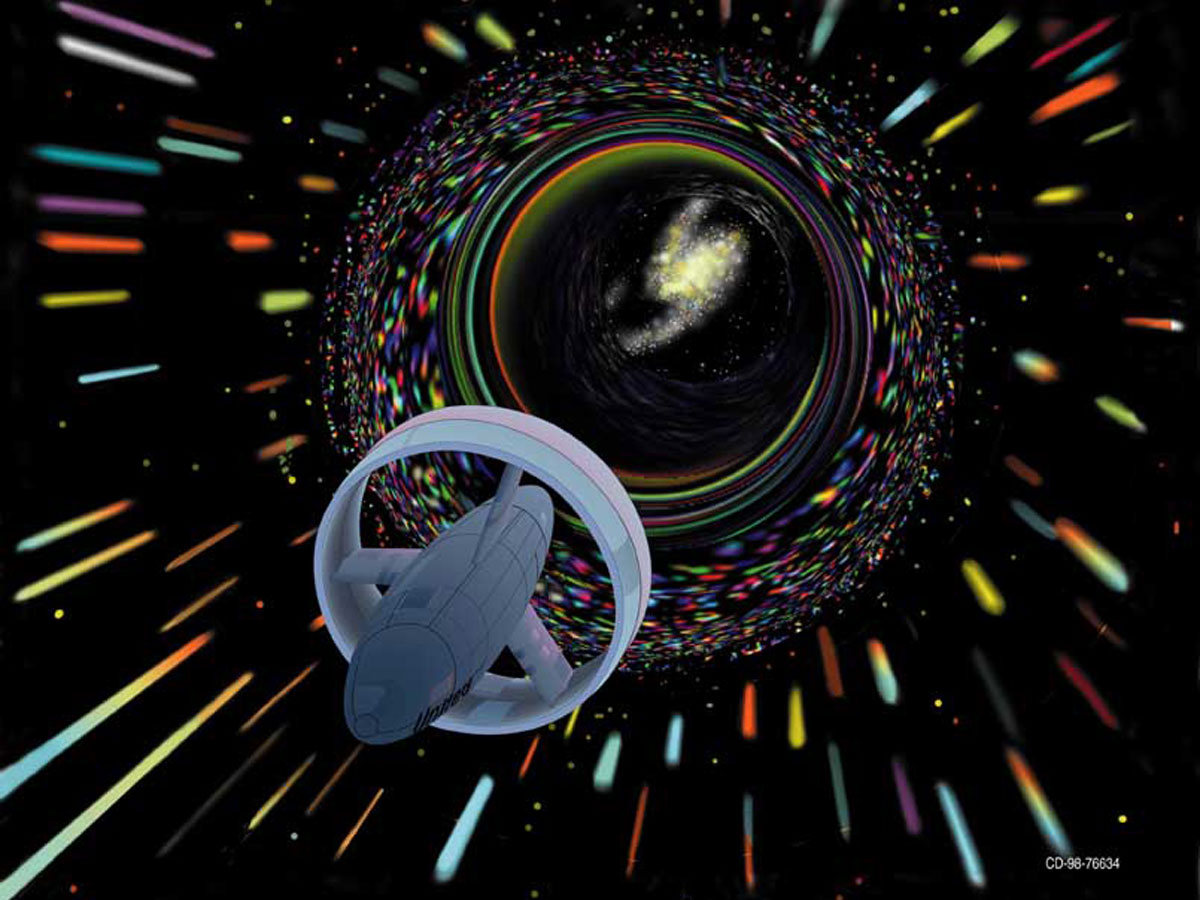
Representación artística de una nave viajando a través de un agujero de gusano.

Algunas obras discuten la teoría general de la relatividad de Einstein y los desafíos que enfrenta desde la mecánica cuántica, e incluyen conceptos de viaje espacial a través de agujeros de gusano o agujeros negros.: 511–512  Sin embargo, muchos escritores pasan por alto estos problemas, introduciendo conceptos completamente ficticios como el viaje por hiperespacio (también subespacio, nulo, sobreespacio, espacio de salto o torbellino) usando invenciones como hiperpropulsión, propulsión de salto, propulsión warp o plegado del espacio.: 75 : 511–512 : 214  La invención de dispositivos completamente ficticios que permiten el viaje espacial tiene una larga tradición, ya a principios del siglo XX, Verne criticó The First Men in the Moon de H. G. Wells (1901) por abandonar la ciencia realista (su nave espacial dependía de un material antigravitacional llamado «cavorite»).: 69 : 743  De los motores ficticios, a mediados de los años 1970 el concepto de viaje por hiperespacio se describió como el que había alcanzado la mayor popularidad, y posteriormente sería aún más popularizado (como hiperpropulsión) a través de su uso en la franquicia Star Wars.: 75  Mientras que los motores ficticios «resolvieron» problemas relacionados con la física (la dificultad del viaje más rápido que la luz), algunos escritores introducen nuevas complicaciones; por ejemplo, un tropo común implica la dificultad de usar tales motores en proximidad a otros objetos, en algunos casos permitiendo su uso solo a partir de las afueras de los sistemas planetarios.: 75–76 
Aunque normalmente los medios de viaje espacial son solo un medio para un fin, en algunas obras, particularmente cuentos, es un dispositivo argumental central. Estas obras se centran en temas como los misterios del hiperespacio o las consecuencias de perderse tras un error o mal funcionamiento.: 74–75 

## Lecturas complementarias
- Alcubierre, Miguel (20 de junio de 2017). «Astronomy and space on the big screen: How accurately has cinema portrayed space travel and other astrophysical concepts?» [Astronomía y espacio en la gran pantalla: ¿Con qué precisión ha retratado el cine el viaje espacial y otros conceptos astrofísicos?]. Metode Science Studies Journal (en inglés) (7): 211-219. ISSN 2174-9221. doi:10.7203/metode.7.8530. hdl:10550/79712.
- Clarke, Arthur C. (Septiembre de 1950). «Space-Travel in Fact and Fiction» [Viaje espacial en hechos y ficción]. Journal of the British Interplanetary Society (en inglés) 9 (5): 213-230.
- Fraknoi, Andrew (Enero de 2024). «Science Fiction Stories with Good Astronomy & Physics: A Topical Index» [Historias de ciencia ficción con buena astronomía y física: Un índice temático] (PDF). Astronomical Society of the Pacific (en inglés) (7.3 edición). p. 19. Consultado el 23 de marzo de 2024.
- Freedman, Russell (1963). 2000 Years of Space Travel [2000 años de viaje espacial] (en inglés). Holiday House.
- Kanas, Nick (Noviembre de 2015). «Ad Astra! Interstellar Travel in Science Fiction» [¡Ad Astra! Viaje interestelar en la ciencia ficción]. Analog (en inglés) 135 (11): 4-7.
- Ley, Willy (1964). «Elección del escritor». Missiles, Moonprobes, and Megaparsecs [Misiles, sondas lunares y megaparsecs] (en inglés). New American Library. pp. 112-125.
- May, Andrew (2018). «Viaje al espacio». Rockets and Ray Guns: The Sci-Fi Science of the Cold War [Cohetes y pistolas de rayos: La ciencia de la ciencia ficción de la Guerra Fría]. Ciencia y Ficción (en inglés). Cham: Springer International Publishing. pp. 41-79. ISBN 978-3-319-89830-8. doi:10.1007/978-3-319-89830-8_2.
- Mollmann, Steven (2011). «Viaje espacial en la ciencia ficción».  En Grossman, Leigh, ed. Sense of Wonder: A Century of Science Fiction [Sentido de la maravilla: Un siglo de ciencia ficción] (en inglés). Wildside Press LLC. ISBN 978-1-4344-4035-8.
- Moskowitz, Sam (Octubre de 1959). «Two Thousand Years of Space Travel» [Dos mil años de viaje espacial].  En Santesson, Hans Stefan, ed. Fantastic Universe (en inglés) 11 (6): 80-88, 79. ISFDB series #18631.
- Moskowitz, Sam (Febrero de 1960). «To Mars And Venus in the Gay Nineties» [A Marte y Venus en los alegres noventa].  En Santesson, Hans Stefan, ed. Fantastic Universe (en inglés) 12 (4): 44-55. ISFDB series #18631.
- Ruehrwein, Donald (1 de mayo de 1979). «A History of Interstellar Space Travel (As Presented in Science Fiction)» [Una historia del viaje espacial interestelar (como se presenta en la ciencia ficción)]. Odyssey (en inglés) 5 (5): 14-17.
- Russo, Arturo (2001). «Sueños de vuelo espacial».  En Bleeker, Johan A.M.; Geiss, Johannes; Huber, Martin C.E., eds. The Century of Space Science [El siglo de la ciencia espacial] (en inglés). Springer Science & Business Media. pp. 26-29. ISBN 978-94-010-0320-9.
- Weitekamp, Margaret A. (2019). «"Ahead, Warp Factor Three, Mr. Sulu": Imagining Interstellar Faster-Than-Light Travel in Space Science Fiction» [«Adelante, factor warp tres, señor Sulu»: Imaginando el viaje interestelar más rápido que la luz en la ciencia ficción espacial]. The Journal of Popular Culture (en inglés) 52 (5): 1036-1057. ISSN 1540-5931. S2CID 211643287. doi:10.1111/jpcu.12844.
- Westfahl, Gary (2022). «Naves espaciales—Cohetes para viajar: Las naves espaciales de la ciencia ficción». The Stuff of Science Fiction: Hardware, Settings, Characters [El material de la ciencia ficción: Hardware, escenarios, personajes] (en inglés). McFarland. pp. 41-50. ISBN 978-1-4766-8659-2.